# Volume plaquettaire moyen
Le volume plaquettaire moyen (VPM) est une mesure calculée par une machine, qui évalue la taille moyenne des plaquettes présentes dans le sang. Il est le plus souvent inclus dans les tests sanguins dans le cadre du CBC. La taille moyenne des plaquettes est plus grande lorsque le corps produit de plus en plus de plaquettes, les résultats du test VPM sont utilisés pour tirer des conclusions sur la production de plaquettes en cas de problèmes de destruction de la moelle osseuse ou de plaquettes. 
Le VPM est plus important (supérieur à 10,9) s'il y a destruction des plaquettes. Cela peut être observé dans les maladies inflammatoires de l'intestin, le purpura thrombopénique immunologique (PTI), les maladies myéloprolifératives et le syndrome de Bernard-Soulier. Il peut aussi être lié à la prééclampsie et au rétablissement d'une hypoplasie transitoire. 
Des valeurs de volume plaquettaire moyen, anormalement basses (inférieures à 7.5) sont en corrélation avec une thrombocytopénie un VPM bas peut être corrélé à une taille de plaquette trop petite, parfois le symptôme d'un spectre appelé syndrome de Wiskott-Aldrich (WAS) causé par une mutation génétique du gène WAS. 
Un échantillon pour le test VPM s'obstient dans un tube EDTA Lavender-Top. Une gamme typique de volumes de plaquettes est comprise entre 9,4 et 12,3. fL (femtolitre), équivalent aux sphères 2,65 à 2,9 µm de diamètre.

## Conditions associées à une modification du VPM

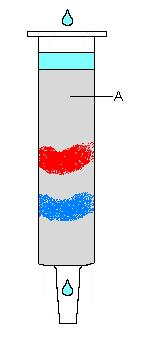
analyse

### VPM diminué
- Chimiothérapie cytotoxique
- Hypersplénisme
- Thrombocytose réactive
- Déficience en fer
- L'hypothyroïdie
- Syndrome d'immunodéficience acquise (SIDA)
- Syndrome de Wiskott-Aldrich
- Thrombopénie liée à l'X

### Augmentation du VPM
- Thrombopénie immunitaire
- Coagulation intravasculaire disséminée
- Troubles myéloprolifératifs
- Administration d'érythropoïétine / thrombopoïétine
- Récupération d'une hypoplasie transitoire
- Syndrome des plaquettes grises
- Mutation GATA-1
- vWD Type 2B
- Plaquettaire type vWD
- Syndrome de Paris-Trousseau
- Macrothrombocytopénie Méditerranéenne
- Syndrome de Bernard-Soulier[6]
- Troubles liés à MYH9
- Syndrome de délétion 21q11
- Leucémie myéloïde aiguë et chronique
- Post- Splénectomie
- Vascularite
- Anémie mégaloblastique[7]
- Diabète sucré
- Prééclampsie
- Insuffisance rénale chronique
- Maladies respiratoires
- Thrombocytopénie secondaire à une sepsie
- Hyperthyroïdie
- Infarctus du myocarde
- Valves prothétiques cardiaques
- Hémorragie massive

## Thrombocytopénie héréditaire avec VPM normal
- Syndrome d'ATRUS
- Thrombocytopénie 2 (THC2)
- Thrombopénie Amegakaryocytaire Congénitale
- Syndrome TAR
- Trouble plaquettaire familial avec prédisposition à la LMA